# 鄭光策
郑光策 (1759年—1804年)，原名天策，字宪光，一字瓊河，號蘇年，福建省福州府闽县（今福州市）人，清朝政治人物，同進士出身。
乾隆四十五年（1780年）郑光策中进士。终生不为官，早年在泉州讲学，后主讲福州鳌峰书院。他為人耿直敢言，連當朝貪官和珅也畏他三分。
郑光策著有《西霞丛稿》，梁章钜精选部分文稿编成《西霞文钞》上、下两卷。